# Пагода Шак'ямуні храму Фогонг
39°33′55″ пн. ш. 113°10′55″ сх. д. / 39.56527778° пн. ш. 113.18194444° сх. д.
Пагода Шак'ямуні храму Фогонг (спрощ.: 佛宫寺释迦塔; кит. трад.: 佛宮寺釋迦塔; піньїнь: Fógōng Sì Shìjiā Tǎ) — це дерев'яна китайська пагода з повіту Їнсянь, провінція Шаньсі, Китай, побудована в 1056 році під час династії Ляо, яку очолювали кидані. Пагода була побудована імператором Даоцзуном з Ляо (Хунцзі) на місці сімейного будинку його бабусі. Пагода, яка пережила кілька великих землетрусів протягом століть, досягла такого рівня слави в Китаї, що їй дали загальне прізвисько «Мута» (кит.: 木塔; піньїнь: mùtǎ; літ.: 'Timber Pagoda', «Дерев'яна пагода»).
Пагода стоїть на 4 м (13 футів) високій кам'яній платформі, має шпиль 10 м (33 футів) заввишки і досягає загальної висоти 67,31 м (220,83 ft); це найстаріша існуюча повністю дерев'яна пагода у Китаї. Хоча це найстаріша повністю дерев'яна пагода в Китаї, найстарішою з існуючих пагод є пагода Сонгюе (з цегли) VI століття, а також багато старшіших кам'яних пагод існує на всій Північно-Китайській рівнині (наприклад, пагода Зуші в Фогуані), чи храм і пагода Чотирьох воріт у Цзінані). Найстарішими існуючими дерев'яними будівлями в Китаї є буддійські храмові зали, знайдені в окрузі Вутай на західній стороні гори Вутай — які датуються серединою династії Тан (618—907).

## Історія
Пагода храму Фогонг була побудована в 85 км (53 миля) на південь від столиці династії Ляо в Датуні. Опублікована в 1725 році енциклопедія Gujin Tushu Jicheng — написана під час правління Кансі та Юнчжена в Цин — стверджує, що інша пагода, побудована між 936—943 роками, стояла на цьому місці до того, як була побудована нинішня пагода 1056 року. Те саме твердження з'являється в «Шаньсі тунчжі» (Запис провінції Шаньсі) та «Інчжоу сюйчжі» (Запис префектури Ін, продовження). Інчжоу чжи (Запис префектури Ін) — відредагований Тянь Хуей під час правління імператора Ваньлі (правління 1572—1620) династії Мін — стверджує, що пагода була профінансована та споруджена в 1056 році буддійським ченцем на ім'я Тідань. Складаючи запис для округу Ін, Тянь Хуей з пізньої династії Мін досліджував історію пагоди та записав історію її ремонту у своєму Zhongxiu Fogongsi ta zhi. На табличці на третьому ярусі пагоди зазначено, що періодичні ремонти проводилися в 1195 і 1471 роках. Збираючи воєдино історію пагоди, Тянь Хуей ніколи не зустрів жодної інформації, яка б припускала, що пагода мала попередницю, побудовану з 936 по 943 рік, як припускають інші тексти.
Підтверджуючи дату 1056 — а не 936—943 роки, Чжан Юйхуань пише у своїй Zhongguo gudai jianzhu jishu shi (1985), що лабораторія Веньу визначила, що різні дерев'яні компоненти з другого по п'ятий поверхи пагоди були віком 930-99 років. Інші докази, які свідчать про пізнішу дату, включають той факт, що прийомна мати імператора Синцзуна була родом з Інчжоу. Син Сінцзуна Хунцзі (імператор Даоцзун) також виховувався в окрузі Ін через його дотримання киданьського звичаю виховувати синів клану Єлу в сім'ях їхніх матерів. Хундзі також був відомий як побожний буддист; пагода (відповідно до традиції ступи) символізувала смерть Будди, яку Хунцзі, можливо, асоціював із його померлим батьком, імператором Синцзун. Стейнхардт пише, що «лише щось на зразок пам'яті імперської юності може пояснити будівництво такої феноменальної будівлі в такому віддаленому місці». За словами історика Ненсі Стейнхардт, 1050-ті роки були десятиліттям, яке ознаменувало кінець буддійської кальпи, що означало б пагоду храму Фогонг як «конечну святиню смерті епохи Будди». Це сталося приблизно в той самий час, коли Фудзівара но Йорімічі з Японії перетворив зал Фенікса резиденції свого батька Фудзівара но Мічінага в Бьодо-ін на храм, призначений для того, щоб вести душі в загробне життя буддизму (згідно з буддизмом Чистої землі).
Пагода була розміщена в центрі території храму, який раніше називався храмом Баогон, поки його назву не було змінено на Фогонг у 1315 році під час династії Юань. Хоча розміри території храму були описані як гігантські під час правління Чжурчжэнь династії Цзінь (1115—1234), храм почав занепадати під час династії Мін.
У Інчжоу чжи записано, що між 1056 і 1103 роками було загалом сім землетрусів, але вежа стояла міцно. За всю свою історію до 20 століття пагода потребувала лише десяти дрібних ремонтів. Однак, після того, як японські солдати під час Другої китайсько-японської війни вистрілили в пагоду більше двохсот патронів, знадобився значний ремонт. Під час ремонту пагоди в 1974 році ремонтники знайшли тексти буддійських сутр та інші документи династії Ляо. Це велике відкриття включало 12 сувій Ляо Трипітака (спрощ.: 辽藏; кит. трад.: 遼藏) надруковано рухомим шрифтом у 1003 році в Яньцзіні (сучасний Пекін), 35 сувоїв Святих Писань із друкованим блоком тексту найдовшого з 33,3 метра в довжину та 8 рукописних сувоїв. Це свідчить про широке технологічне використання рухомого друку, яке розвинулося під час сусідньої династії Сун. Крім того, в 1974 році в одній зі статуй Будди на четвертому рівні пагоди була виявлена реліквія зуба Будди.

## Особливості

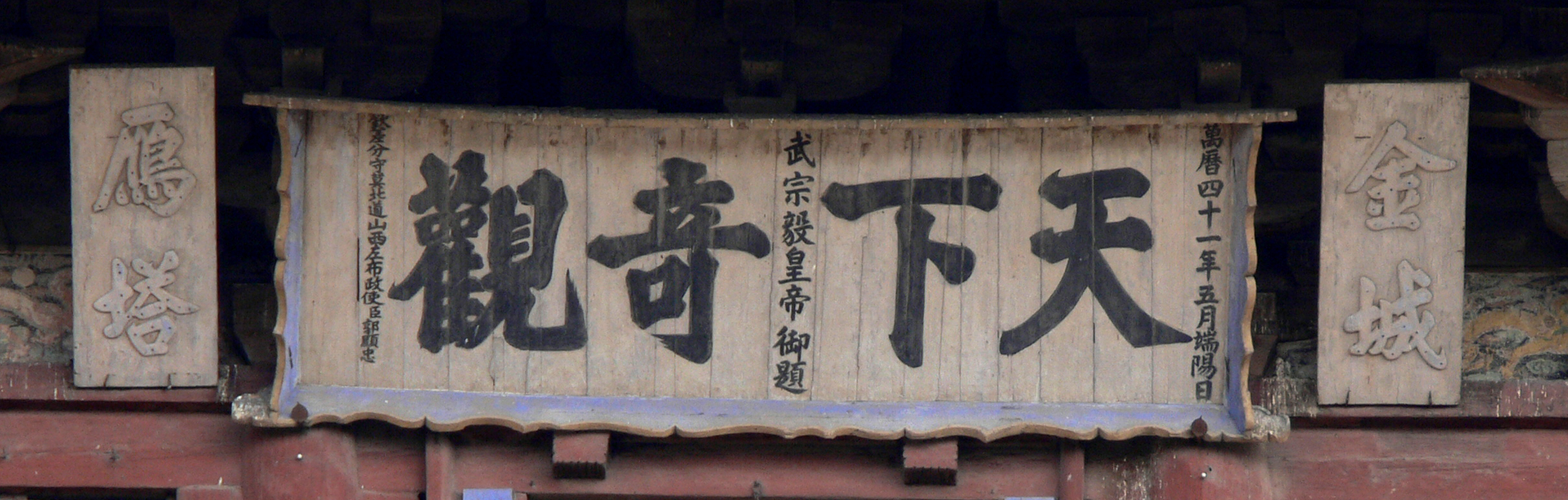
Каліграфічна дошка імператора Чженде «Чудо світу» на пагоді храму Фогонг

Пагода має п'ятдесят чотири різні види кронштейнів у своїй конструкції, що є найбільшою кількістю для будь-якої споруди династії Ляо. Між кожним зовнішнім ярусом пагоди є шар антресолі, де зовні розташовані кронштейни. Зовні здається, що пагода має лише п'ять поверхів і два комплекти карнизів на даху для першого поверху, але інтер'єр пагоди показує, що всього вона має дев'ять поверхів. Чотири приховані поверхи можна визначити ззовні за допомогою pingzuo (балкони на терасі) пагоди. Кільце колон підтримує найнижчий виступаючий дах з карнизом на базовому поверсі, а пагода також має внутрішні опорні колони. Статуя Будди Шак'ямуні розташована на видному місці в центрі першого поверху пагоди з багато прикрашеним заоцзіном (кесоном) над головою (пагода названа пагодою Шак'ямуні через цю статую). Цаоцзін також вирізаний на стелі кожної історії пагоди. З вікон з восьми сторін пагоди відкривається вид на сільську місцевість, включаючи гору Хен і річку Сонгган. У ясний день пагоду видно з відстані 30 км (19 миля).

## Збереження
Пагода храму Фогонг та її околиці охороняються філією SACH китайського уряду, і понад 1 мільйон доларів уже виділили на дослідження з ремонту та реконструкції нестабільної тисячолітньої будівлі. У травні 2011 року влада провінції Шаньсі заявила, що заявка на створення пагоди має бути завершена до липня 2011 року, щоб до 2013 року вона була включена до списку пам'яток всесвітньої спадщини ЮНЕСКО.

## Сучасність
У 2013 році пагода була включена до попереднього списку Китаю для внесення до списку Всесвітньої спадщини ЮНЕСКО разом з храмом Фенго.

## Галерея

Марка з Пагодою
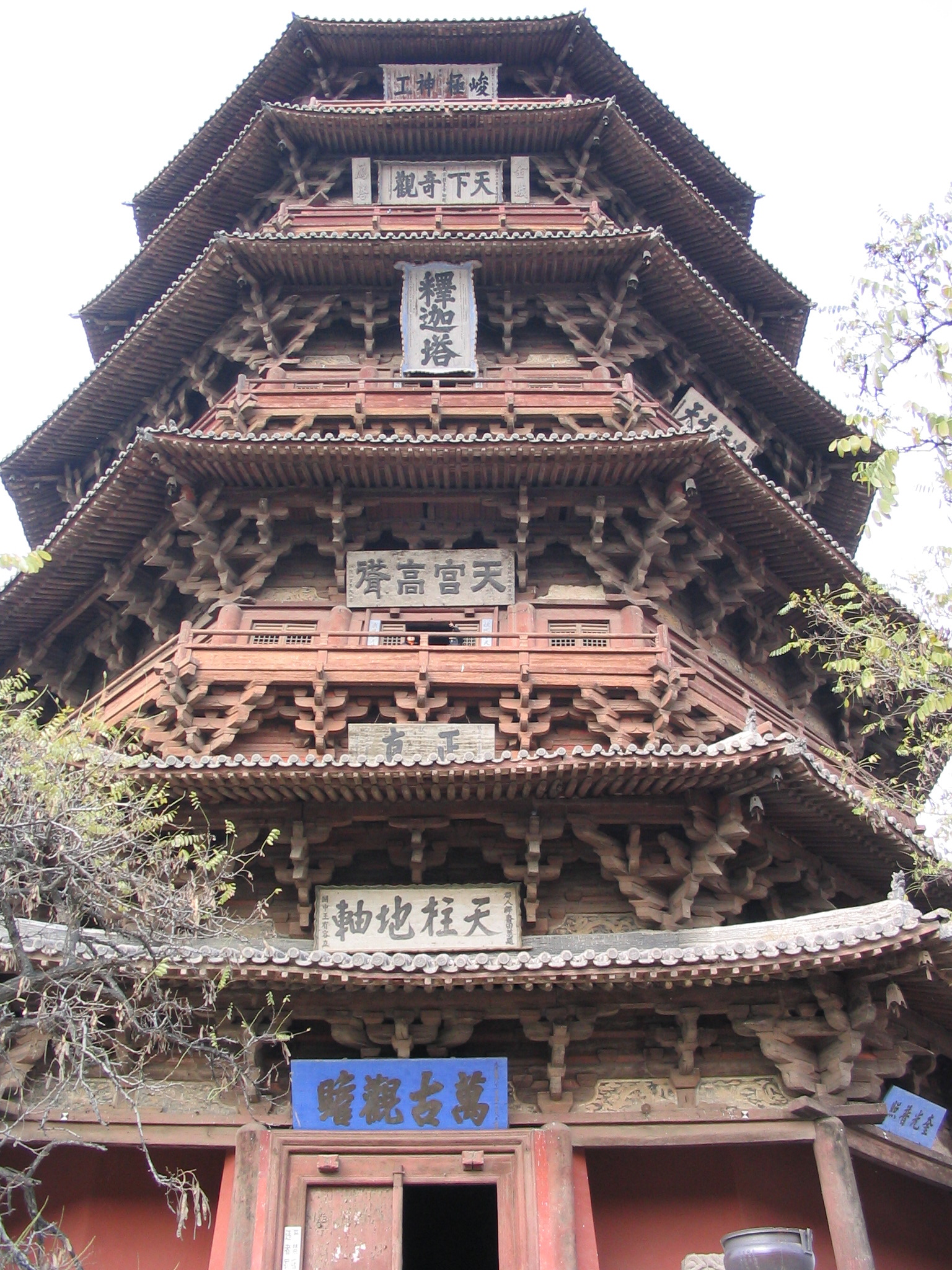
Деталі опори доугун.
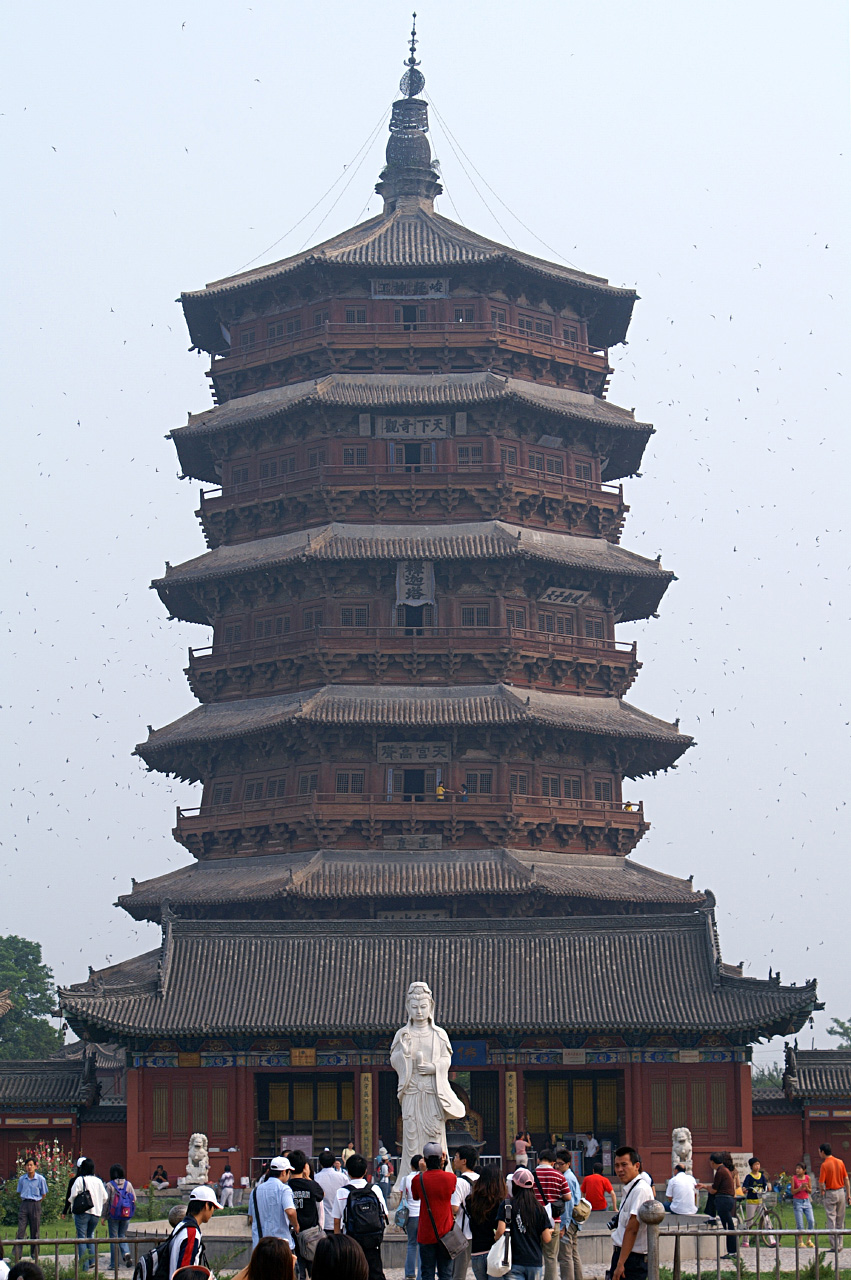
Пагода і храм
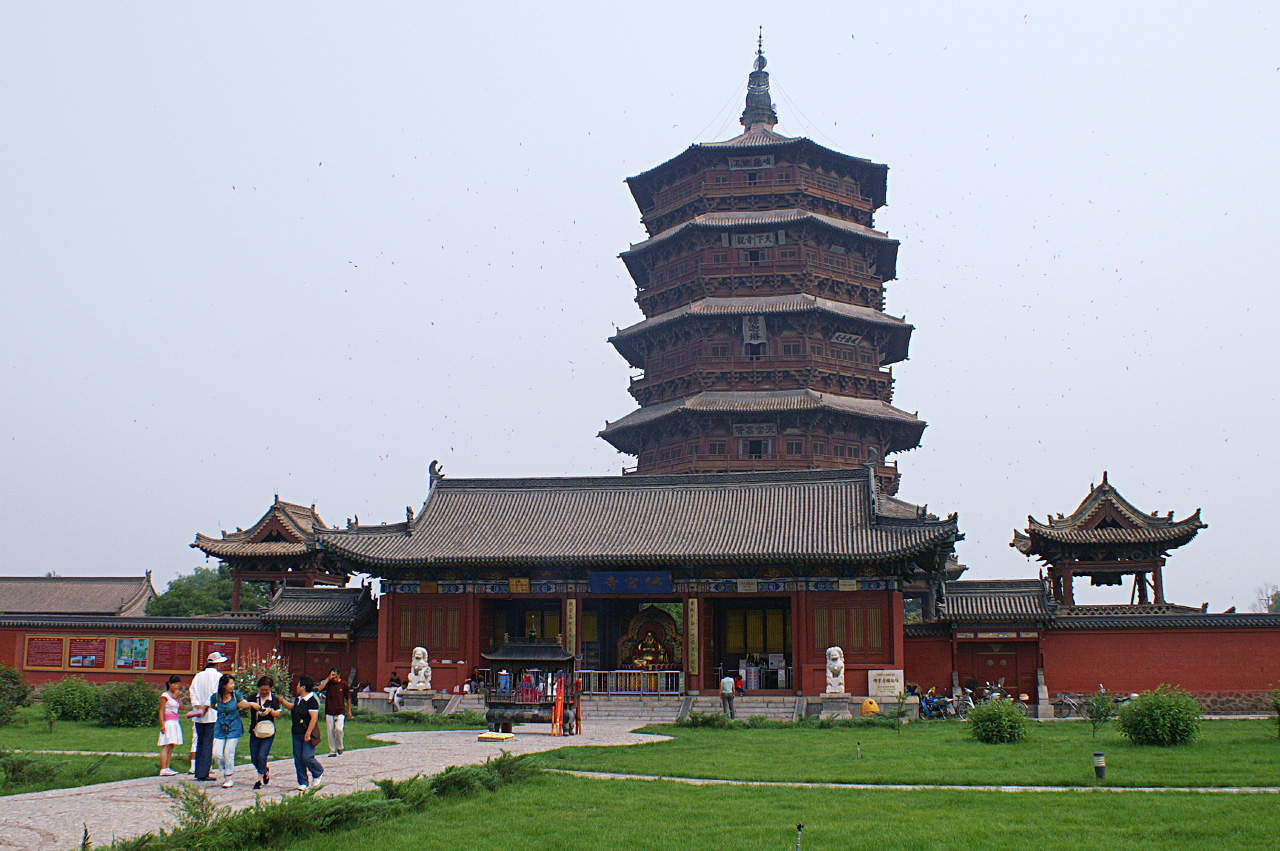
Пагода і храм
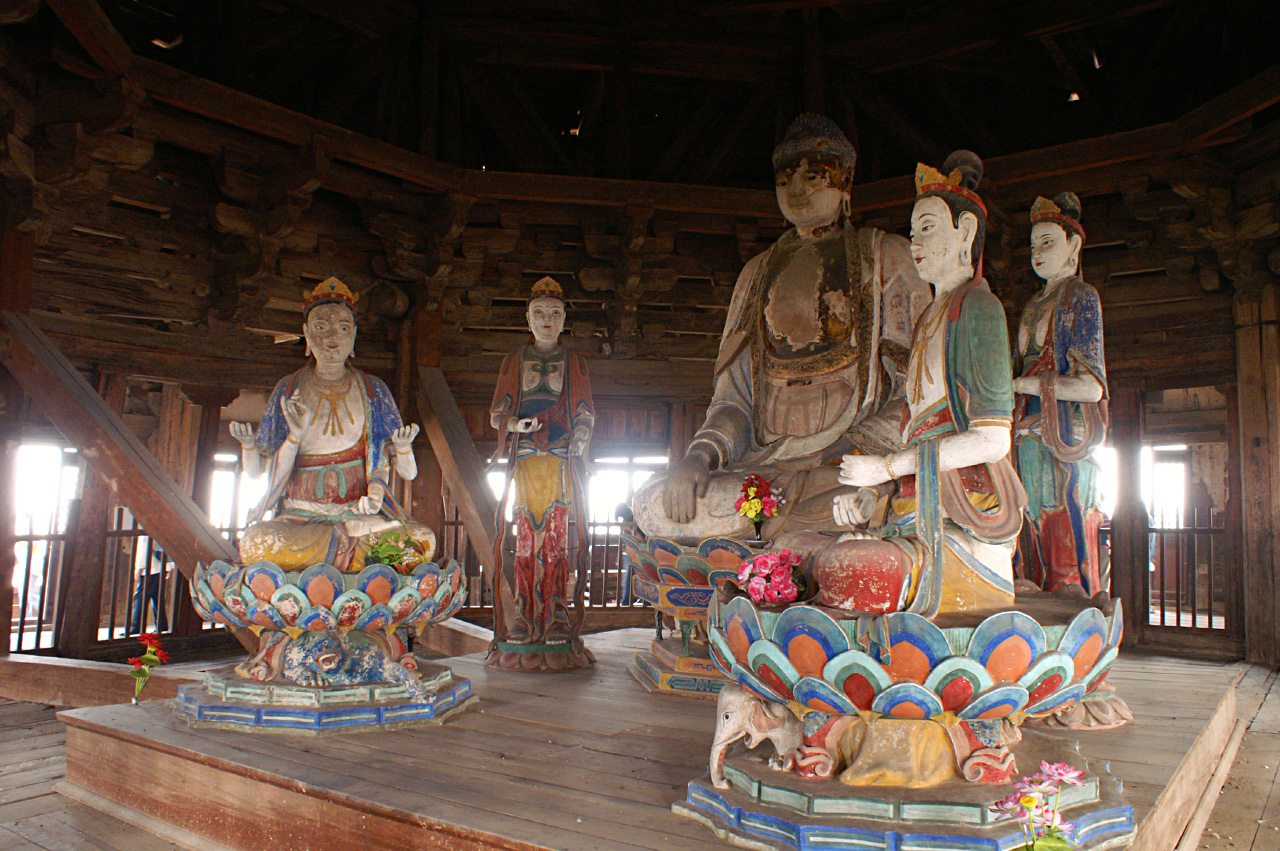
Буддійські статуї, знайдені в пагоді, із Буддою Шак'ямуні в центрі